# Apatania parvula
Apatania parvula är en nattsländeart som först beskrevs av Martynov 1935.  Apatania parvula ingår i släktet Apatania och familjen Apataniidae. Inga underarter finns listade i Catalogue of Life.